# Glux-en-Glenne
Glux-en-Glenne è un comune francese di 105 abitanti situato nel dipartimento della Nièvre nella regione della Borgogna-Franca Contea.

## Geografia fisica
Glux-en-Glenne si trova sul massiccio del Morvan ed è il comune più alto del dipartimento con il Monte Préneley culminante a 855 m s.l.m., sulle cui falde vi sono le sorgenti che danno origine al fiume Yonne.

## Società

### Evoluzione demografica
Abitanti censiti